# Équipe de France féminine de football à la Coupe du monde 2019
L'équipe de France féminine de football participe à la Coupe du monde de 2019 organisée en France du 7 juin 2019 au 7 juillet 2019.

## Qualification
En tant que pays hôte, la France est qualifiée d'office pour la compétition.

## Préparation

### Maillot
Pendant la Coupe du Monde féminine 2019, l'équipe de France porte un maillot confectionné par l'équipementier Nike. Le maillot domicile est en bleu marine avec les bandes déstructurées présentes en ton sur ton sur les épaules. Contrairement au maillot de l'équipe masculine, le col à bouton disparaît au profit d'un col en V traditionnel. Le maillot extérieur est blanc avec des pois bleu marine en forme d'hexagone. Les deux maillots disposent d'une touche or rose sur les logos, noms et numéros donnant une touche plus féminine à la tunique.

## Joueuses et encadrement technique
Le 2 mai 2019, Corinne Diacre annonce sa liste des 23 joueuses qui disputeront l'épreuve planétaire. La grande absente de cette liste est l'attaquante du Paris Saint-Germain, Marie-Antoinette Katoto.

## Compétition
Pour un article plus général, voir Coupe du monde féminine de football 2019.

### Format et tirage au sort
Les 24 équipes qualifiées pour la Coupe du monde sont réparties en quatre chapeaux de six équipes. Lors du tirage au sort, six groupes de quatre équipes sont formés, les quatre équipes de chaque groupe provenant chacune d'un chapeau différent. Celles-ci s'affrontent une fois chacune : à la fin des trois journées, les deux premiers de chaque groupe sont qualifiés pour les huitièmes de finale, ainsi que les quatre meilleurs troisième de groupe.
En tant que pays hôte, la France est placée dans le chapeau 1.
Le tirage donne alors pour adversaires le Nigeria, la Corée du Sud et la Norvège.

### Premier tour - Groupe A
| Rang | Équipe       | Pts | J | G | N | P | Bp | Bc | Diff |
| ---- | ------------ | --- | - | - | - | - | -- | -- | ---- |
| 1    | France       | 9   | 3 | 3 | 0 | 0 | 7  | 1  | +6   |
| 2    | Norvège      | 6   | 3 | 2 | 0 | 1 | 6  | 3  | +3   |
| 3    | Nigeria      | 3   | 3 | 1 | 0 | 2 | 2  | 4  | -2   |
| 4    | Corée du Sud | 0   | 3 | 0 | 0 | 3 | 1  | 8  | -7   |

#### France - Corée du Sud
| Match 1           | France                                                                                        | 4 – 0   | Corée du Sud | Parc des Princes, Paris                            |                                                    |
| 7 juin 2019 21:00 | (Henry ) Le Sommer 9e · (Thiney ) Renard 35e · (Majri ) Renard 45+2e · (Le Sommer ) Henry 85e | (3 - 0) |              | Spectateurs : 45 261 Arbitrage : Claudia Umpiérrez | Spectateurs : 45 261 Arbitrage : Claudia Umpiérrez |
| 7 juin 2019 21:00 | Rapport                                                                                       |         |              | Spectateurs : 45 261 Arbitrage : Claudia Umpiérrez | Spectateurs : 45 261 Arbitrage : Claudia Umpiérrez |

| France | Corée du Sud |

| FRANCE :         |    |                    |  |     |
|                  |    |                    |  |     |
| Gardien de but   | 16 | Sarah Bouhaddi     |  |     |
|                  | 4  | Marion Torrent     |  |     |
|                  | 19 | Griedge Mbock      |  |     |
|                  | 3  | Wendie Renard      |  |     |
|                  | 10 | Amel Majri         |  | 74e |
|                  | 6  | Amandine Henry     |  |     |
|                  | 17 | Gaëtane Thiney     |  | 86e |
|                  | 15 | Élise Bussaglia    |  |     |
|                  | 20 | Delphine Cascarino |  | 70e |
|                  | 9  | Eugénie Le Sommer  |  |     |
|                  | 11 | Kadidiatou Diani   |  |     |
| Remplaçantes :   |    |                    |  |     |
|                  | 13 | Valérie Gauvin     |  | 70e |
|                  | 2  | Ève Périsset       |  | 74e |
|                  | 8  | Grace Geyoro       |  | 86e |
| Sélectionneuse : |    |                    |  |     |
| Corinne Diacre   |    |                    |  |     |

| CORÉE DU SUD :  |    |               |     |     |
|                 |    |               |     |     |
| Gardien de but  | 18 | Kim Min-jeong |     |     |
|                 | 20 | Kim Hye-ri    |     |     |
|                 | 4  | Hwang Bo-ram  |     |     |
|                 | 5  | Kim Do-yeon   |     |     |
|                 | 16 | Jang Sel-gi   |     |     |
|                 | 15 | Lee Young-ju  | 69e |     |
|                 | 10 | Ji So-yun     |     |     |
|                 | 8  | Cho So-hyun   |     |     |
|                 | 12 | Kang Yu-mi    | 52e |     |
|                 | 11 | Jung Seol-bin | 86e |     |
|                 | 17 | Lee Geum-min  |     |     |
| Remplaçantes :  |    |               |     |     |
|                 | 23 | Kang Chae-rim |     | 52e |
|                 | 7  | Lee Min-a     |     | 69e |
|                 | 13 | Yeo Min-ji    |     | 86e |
| Sélectionneur : |    |               |     |     |
| Yoon Deok-yeo   |    |               |     |     |

| Assistantes : Luciana Mascaraña Mónica Amboya Quatrième arbitre : Melissa Borjas Cinquième arbitre : Mariana de Almeida Arbitre vidéo : Mauro Vigliano Assistants arbitre vidéo : José María Sánchez Martínez Felisha Mariscal Femme du Match : Wendie Renard |

#### France - Norvège
| Match 14           | France                                     | 2 – 1   | Norvège          | Stade de Nice, Nice                                |                                                    |
| 12 juin 2019 21:00 | (Majri ) Gauvin 46e · Le Sommer 72e (pen.) | (0 - 0) | 54e (csc) Renard | Spectateurs : 34 872 Arbitrage : Bibiana Steinhaus | Spectateurs : 34 872 Arbitrage : Bibiana Steinhaus |
| 12 juin 2019 21:00 | Rapport                                    |         |                  | Spectateurs : 34 872 Arbitrage : Bibiana Steinhaus | Spectateurs : 34 872 Arbitrage : Bibiana Steinhaus |

| France | Norvège |

| FRANCE :         |    |                    |     |     |
|                  |    |                    |     |     |
| Gardien de but   | 16 | Sarah Bouhaddi     |     |     |
|                  | 4  | Marion Torrent     |     |     |
|                  | 19 | Griedge Mbock      |     |     |
|                  | 3  | Wendie Renard      |     |     |
|                  | 10 | Amel Majri         |     |     |
|                  | 6  | Amandine Henry     |     |     |
|                  | 17 | Gaëtane Thiney     |     | 82e |
|                  | 15 | Élise Bussaglia    |     |     |
|                  | 11 | Kadidiatou Diani   |     |     |
|                  | 9  | Eugénie Le Sommer  | 56e |     |
|                  | 13 | Valérie Gauvin     |     | 85e |
| Remplaçantes :   |    |                    |     |     |
|                  | 14 | Charlotte Bilbault |     | 82e |
|                  | 20 | Delphine Cascarino |     | 85e |
| Sélectionneuse : |    |                    |     |     |
| Corinne Diacre   |    |                    |     |     |

| NORVÈGE :       |    |                      |     |       |
|                 |    |                      |     |       |
| Gardien de but  | 1  | Ingrid Hjelmseth     |     |       |
|                 | 2  | Ingrid Wold          |     | 86e   |
|                 | 6  | Maren Mjelde         |     |       |
|                 | 3  | Maria Thorisdottir   |     |       |
|                 | 17 | Kristine Minde       |     |       |
|                 | 21 | Karina Sævik         |     | 76e   |
|                 | 8  | Vilde Bøe Risa       |     | 90+1e |
|                 | 14 | Ingrid Engen         | 71e |       |
|                 | 16 | Guro Reiten          |     |       |
|                 | 10 | Caroline Hansen      |     |       |
|                 | 9  | Isabell Herlovsen    |     |       |
| Remplaçantes :  |    |                      |     |       |
|                 | 11 | Lisa-Marie Utland    |     | 76e   |
|                 | 5  | Synne Skinnes Hansen |     | 86e   |
|                 | 18 | Frida Maanum         |     | 90+1e |
| Sélectionneur : |    |                      |     |       |
| Martin Sjögren  |    |                      |     |       |

| Assistantes : Katrin Rafalski Chrysoula Kourompylia Quatrième arbitre : Riem Hussein Cinquième arbitre : Lisa Rashid Arbitre vidéo : Felix Zwayer Assistants arbitre vidéo : Sascha Stegemann Chantal Boudreau Femme du Match : Valérie Gauvin |

#### Nigeria - France
| Match 25           | Nigeria | 0 – 1   | France            | Roazhon Park, Rennes                            |                                                 |
| 17 juin 2019 21:00 |         | (0 - 0) | Renard 79e (pen.) | Spectateurs : 28 267 Arbitrage : Melissa Borjas | Spectateurs : 28 267 Arbitrage : Melissa Borjas |
| 17 juin 2019 21:00 | Rapport |         |                   | Spectateurs : 28 267 Arbitrage : Melissa Borjas | Spectateurs : 28 267 Arbitrage : Melissa Borjas |

| Nigeria | France |

| NIGERIA :       |    |                       |          |     |
|                 |    |                       |          |     |
| Gardien de but  | 16 | Chiamaka Nnadozie     | 77e      |     |
|                 | 20 | Chidinma Okeke        |          |     |
|                 | 5  | Onome Ebi             |          |     |
|                 | 3  | Osinachi Ohale        |          |     |
|                 | 4  | Ngozi Ebere           | 28e, 75e |     |
|                 | 18 | Halimatu Ayinde       |          |     |
|                 | 13 | Ngozi Okobi-Okeoghene |          |     |
|                 | 10 | Rita Chikwelu         | 90+9e    |     |
|                 | 17 | Francisca Ordega      |          | 84e |
|                 | 8  | Asisat Oshoala        |          | 85e |
|                 | 9  | Desire Oparanozie     |          | 90e |
| Remplaçantes :  |    |                       |          |     |
|                 | 6  | Evelyn Nwabuoku       |          | 84e |
|                 | 7  | Anam Imo              |          | 85e |
|                 | 12 | Uchenna Kanu          |          | 90e |
| Sélectionneur : |    |                       |          |     |
| Thomas Dennerby |    |                       |          |     |

| FRANCE :         |    |                    |       |     |
|                  |    |                    |       |     |
| Gardien de but   | 16 | Sarah Bouhaddi     |       |     |
|                  | 2  | Ève Périsset       |       |     |
|                  | 19 | Griedge Mbock      |       |     |
|                  | 3  | Wendie Renard      |       |     |
|                  | 10 | Amel Majri         |       |     |
|                  | 6  | Amandine Henry     |       |     |
|                  | 17 | Gaëtane Thiney     |       | 89e |
|                  | 14 | Charlotte Bilbault |       |     |
|                  | 20 | Delphine Cascarino |       | 62e |
|                  | 13 | Valérie Gauvin     | 45+2e | 62e |
|                  | 18 | Viviane Asseyi     |       |     |
| Remplaçantes :   |    |                    |       |     |
|                  | 9  | Eugénie Le Sommer  |       | 62e |
|                  | 11 | Kadidiatou Diani   |       | 62e |
|                  | 8  | Grace Geyoro       |       | 89e |
| Sélectionneuse : |    |                    |       |     |
| Corinne Diacre   |    |                    |       |     |

| Assistantes : Shirley Perello Felisha Mariscal Quatrième arbitre : María Carvajal Cinquième arbitre : Leslie Vásquez Arbitre vidéo : Danny Makkelie Assistants arbitre vidéo : Paweł Gil Loreto Toloza Femme du Match : Wendie Renard |

### Phase à élimination directe

#### Huitième de finale: France - Brésil
| Match 40           | France                                    | 2 – 1 ap              | Brésil     | Stade Océane, Le Havre                                 |                                                        |
| 23 juin 2019 21:00 | ( Diani) Gauvin 52e · ( Majri) Henry 107e | (0 - 0, 1 - 1, 1 - 1) | 63e Thaisa | Spectateurs : 23 965 Arbitrage : Marie-Soleil Beaudoin | Spectateurs : 23 965 Arbitrage : Marie-Soleil Beaudoin |
| 23 juin 2019 21:00 | Rapport                                   |                       |            | Spectateurs : 23 965 Arbitrage : Marie-Soleil Beaudoin | Spectateurs : 23 965 Arbitrage : Marie-Soleil Beaudoin |

| France | Brésil |

| FRANCE :         |    |                    |     |       |
|                  |    |                    |     |       |
| Gardien de but   | 16 | Sarah Bouhaddi     |     |       |
|                  | 4  | Marion Torrent     |     | 109e  |
|                  | 19 | Griedge Mbock      |     |       |
|                  | 3  | Wendie Renard      | 36e |       |
|                  | 10 | Amel Majri         |     | 118e  |
|                  | 11 | Kadidiatou Diani   |     |       |
|                  | 6  | Amandine Henry     |     |       |
|                  | 15 | Élise Bussaglia    |     |       |
|                  | 18 | Viviane Asseyi     |     | 81e   |
|                  | 13 | Valérie Gauvin     |     | 90+3e |
|                  | 9  | Eugénie Le Sommer  |     |       |
| Remplaçantes :   |    |                    |     |       |
|                  | 17 | Gaëtane Thiney     |     | 81e   |
|                  | 20 | Delphine Cascarino |     | 90+3e |
|                  | 2  | Ève Périsset       |     | 109e  |
|                  | 7  | Sakina Karchaoui   |     | 118e  |
| Sélectionneuse : |    |                    |     |       |
| Corinne Diacre   |    |                    |     |       |

| BRÉSIL :        |    |                 |       |     |
|                 |    |                 |       |     |
| Gardien de but  | 1  | Bárbara         |       |     |
|                 | 13 | Letícia Santos  |       | 89e |
|                 | 14 | Kathellen Sousa | 101e  |     |
|                 | 21 | Monica          |       |     |
|                 | 6  | Tamires         | 45+2e |     |
|                 | 8  | Formiga         | 70e   | 75e |
|                 | 5  | Thaisa          |       |     |
|                 | 10 | Marta           |       |     |
|                 | 19 | Ludmila         |       | 71e |
|                 | 11 | Cristiane       |       | 96e |
|                 | 9  | Debinha         |       |     |
| Remplaçantes :  |    |                 |       |     |
|                 | 16 | Beatriz         | 82e   | 71e |
|                 | 17 | Andressinha     |       | 75e |
|                 | 2  | Poliana         |       | 89e |
|                 | 23 | Geyse           |       | 96e |
| Sélectionneur : |    |                 |       |     |
| Vadão           |    |                 |       |     |

| Assistantes : Princess Brown Stephanie-Dale Yee Sing Quatrième arbitre : Esther Staubli Cinquième arbitre : Susanne Küng Arbitre vidéo : Massimiliano Irrati Assistants arbitre vidéo : Chris Beath Oleksandra Ardasheva Femme du Match : Amandine Henry |

#### Quart de finale: France - États-Unis
| Match 46           | France               | 1 – 2   | États-Unis                        | Parc des Princes, Paris                          |                                                  |
| 28 juin 2019 21:00 | ( Thiney) Renard 81e | (0 - 1) | 5e Rapinoe · 65e Rapinoe ( Heath) | Spectateurs : 45 595 Arbitrage : Kateryna Monzul | Spectateurs : 45 595 Arbitrage : Kateryna Monzul |
| 28 juin 2019 21:00 | Rapport              |         |                                   | Spectateurs : 45 595 Arbitrage : Kateryna Monzul | Spectateurs : 45 595 Arbitrage : Kateryna Monzul |

| France | États-Unis |

| FRANCE :         |    |                    |       |     |
|                  |    |                    |       |     |
| Gardien de but   | 16 | Sarah Bouhaddi     |       |     |
|                  | 4  | Marion Torrent     |       |     |
|                  | 19 | Griedge Mbock      | 4e    |     |
|                  | 3  | Wendie Renard      |       |     |
|                  | 10 | Amel Majri         |       |     |
|                  | 6  | Amandine Henry     |       |     |
|                  | 17 | Gaëtane Thiney     |       |     |
|                  | 15 | Élise Bussaglia    | 90+4e |     |
|                  | 11 | Kadidiatou Diani   |       |     |
|                  | 9  | Eugénie Le Sommer  |       | 82e |
|                  | 13 | Valérie Gauvin     |       | 76e |
| Remplaçantes :   |    |                    |       |     |
|                  | 20 | Delphine Cascarino |       | 76e |
|                  | 18 | Viviane Asseyi     |       | 82e |
| Sélectionneuse : |    |                    |       |     |
| Corinne Diacre   |    |                    |       |     |

| ÉTATS-UNIS :     |    |                  |  |     |
|                  |    |                  |  |     |
| Gardien de but   | 1  | Alyssa Naeher    |  |     |
|                  | 5  | Kelley O'Hara    |  |     |
|                  | 7  | Abby Dahlkemper  |  |     |
|                  | 4  | Becky Sauerbrunn |  |     |
|                  | 19 | Crystal Dunn     |  |     |
|                  | 16 | Rose Lavelle     |  | 63e |
|                  | 8  | Julie Ertz       |  |     |
|                  | 3  | Sam Mewis        |  | 82e |
|                  | 17 | Tobin Heath      |  |     |
|                  | 13 | Alex Morgan      |  |     |
|                  | 15 | Megan Rapinoe    |  | 87e |
| Remplaçantes :   |    |                  |  |     |
|                  | 9  | Lindsey Horan    |  | 63e |
|                  | 10 | Carli Lloyd      |  | 82e |
|                  | 23 | Christen Press   |  | 87e |
| Sélectionneuse : |    |                  |  |     |
| Jill Ellis       |    |                  |  |     |

| Assistantes : Maryna Striletska Oleksandra Ardasheva Quatrième arbitre : Kate Jacewicz Cinquième arbitre : Kim Kyoung-min Arbitre vidéo : Danny Makkelie Assistants arbitre vidéo : Paweł Gil Chantal Boudreau Femme du Match : Megan Rapinoe |

## Temps de jeu des joueuses
| Joueuses               |                   |                       |                   |                   |                   |
| Gardiennes de but      | Gardiennes de but | Gardiennes de but     | Gardiennes de but | Gardiennes de but | Gardiennes de but |
| ---------------------- | ----------------- | --------------------- | ----------------- | ----------------- | ----------------- |
| Solène Durand          |                   |                       |                   |                   |                   |
| Sarah Bouhaddi         | 90                | 90                    | 90                | 120               | 90                |
| Pauline Peyraud-Magnin |                   |                       |                   |                   |                   |
| Défenseures            |                   |                       |                   |                   |                   |
| Ève Périsset           | 74e               |                       | 90                | 109e              |                   |
| Wendie Renard          | 90 · 35e · 45+2e  | 90                    | 90 · 79e (pen.)   | 120 · 36e         | 90                |
| Marion Torrent         | 90                | 90                    |                   | 109e              | 90                |
| Aïssatou Tounkara      |                   |                       |                   |                   |                   |
| Sakina Karchaoui       |                   |                       |                   | 118e              |                   |
| Amel Majri             | 74e               | 90                    | 90                | 118e              | 90                |
| Griedge Mbock          | 90                | 90                    | 90                | 120               | 90 · 4e           |
| Julie Debever          |                   |                       |                   |                   |                   |
| Milieux de terrain     |                   |                       |                   |                   |                   |
| Amandine Henry         | 90 · 85e          | 90                    | 90                | 120 · 107e        | 90                |
| Grace Geyoro           | 86e               |                       | 89e               |                   |                   |
| Charlotte Bilbault     |                   | 82e                   | 90                |                   |                   |
| Élise Bussaglia        | 90                | 90                    |                   | 120               | 90 · 90+4e        |
| Gaëtane Thiney         | 86e               | 82e                   | 89e               | 81e               | 90                |
| Maéva Clemaron         |                   |                       |                   |                   |                   |
| Attaquantes            |                   |                       |                   |                   |                   |
| Eugénie Le Sommer      | 90 · 9e           | 90 · 56e · 72e (pen.) | 62e               | 120               | 82e               |
| Kadidiatou Diani       | 90                | 90                    | 62e               | 120               | 90                |
| Emelyne Laurent        |                   |                       |                   |                   |                   |
| Valérie Gauvin         | 70e               | 85e · 46e             | 62e · 45+2e       | 90+3e · 52e       | 76e               |
| Viviane Asseyi         |                   |                       | 90                | 81e               | 82e               |
| Delphine Cascarino     | 70e               | 85e                   | 62e               | 90+3e             | 76e               |

## Aspects socio-économiques

### Audiences télévisuelles
| Jour de diffusion | Match                 | Compétition                                  | Diffuseur | Téléspectateurs | Part d'audience | Références |
| 7 juin 2019       | France – Corée du Sud | Coupe du monde féminine (Groupe A)           | TF1       | 9 829 000       | 44,3 %          | [ 6 ]      |
| 12 juin 2019      | France - Norvège      | Coupe du monde féminine (Groupe A)           | TF1       | 9 410 000       | 40,8 %          | [ 7 ]      |
| 17 juin 2019      | Nigeria - France      | Coupe du monde féminine (Groupe A)           | TF1       | 8 809 000       | 38,7 %          | [ 8 ]      |
| 23 juin 2019      | France – Brésil       | Coupe du monde féminine (Huitième de finale) | TF1       | 10 635 000      | 48,5 %          | [ 9 ]      |
| 28 juin 2019      | France – États-Unis   | Coupe du monde féminine (Quart de finale)    | TF1       | 10 712 000      | 50,7 %          | [ 10 ]     |

### Autres références
1. ↑  « NIKE DÉVOILE LES MAILLOTS DE L’ÉQUIPE DE FRANCE FÉMININE POUR LA COUPE DU MONDE 2019 », sur footpack.fr, 3 avril 2019 (consulté le 2 mai 2019)
2. ↑  « Coupe du monde féminine de football 2019 : la liste des 23 Bleues sélectionnées, sans Marie-Antoinette Katoto », sur L'ÉQUIPE, 2 mai 2019 (consulté le 2 mai 2019)
3. ↑  « Mondial 2019 de football : les Bleues sans Marie-Antoinette Katoto », sur lemonde.fr, 2 mai 2019 (consulté le 2 mai 2019)
4. ↑  « Dernière Sélection Equipe de France féminine - FFF », sur fff.fr (consulté le 8 janvier 2019)
5. ↑  « Staff Equipe de France féminine - FFF », sur fff.fr (consulté le 8 janvier 2019)
6. ↑  Christophe Gazzano, « Audiences : Gros carton pour l'ouverture de la Coupe du monde féminine sur TF1, France 2 2e, France 3 sous le million », sur ozap.com, Puremédias, 8 juin 2019 (consulté le 12 octobre 2020).
7. ↑  « Audiences TV prime (mercredi 12 juin 2019) : Les Bleues écrasent tout, Nouvelle vie et (...) », sur toutelatele.com, 13 juin 2019 (consulté le 12 octobre 2020).
8. ↑  Kevin Boucher, « Audiences : Nigeria/France puissant sur TF1 et Canal+, "Meurtres au paradis" en baisse, W9 en forme », sur ozap.com, Puremédias, 18 juin 2019 (consulté le 12 octobre 2020).
9. ↑  « Audiences TV Prime (dimanche 23 juin 2019) : Raz-de-marée pour le football sur TF1, (...) », sur toutelatele.com, 24 juin 2019 (consulté le 12 octobre 2020).
10. ↑  « Audiences TV Prime (vendredi 28 juin 2019) : NCIS et Jusqu’à l’enfer en apnée face au (...) », sur toutelatele.com, 29 juin 2019 (consulté le 12 octobre 2020).